# Gisiel (województwo warmińsko-mazurskie)
Gisiel (niem. Geislingen) – wieś w Polsce położona w województwie warmińsko-mazurskim, w powiecie szczycieńskim, w gminie Dźwierzuty. W latach 1975–1998 miejscowość administracyjnie należała do województwa olsztyńskiego.

## Historia
Wieś założona w 1389 r. na prawie chełmińskim przez wielkiego mistrza Konrada Zöllnera von Rotensteina. Później były tu dwa majątki rycerskie (dobra rycerskie), położone nad nieistniejącymi obecnie jeziorami: Dymerskim i Gisielskim (oba jeziora osuszono około roku 1869 i zamieniono na łąki). W czasie wielkiej zarazy (epidemii), która panowała w Prusach w latach 1709-1711, wieś została prawie całkowicie wyludniona. Ponownie została zasiedlona dopiero w 1728 r.

## Zabytki
- kilka murowanych domów z początków XX wieku;
- stara, brukowana droga.

Zobacz też: Gisiel

## Literatura
- Iwona Liżewska, Wiktor Knercer: Przewodnik po historii i zabytkach Ziemi Szczycieńskiej. Olsztyn: Agencja Wydawnicza "Remix" s.c., 1998, s. 171. ISBN 83-87031-13-5.
- Wacław Kowalski: Województwo olsztyńskie, przewodnik. Olsztyn, Wyd. Sport i Turystyka, 1969, 322 str.